# باشگاه فوتبال راد
باشگاه فوتبال راد (به انگلیسی: FK Rad) (سیریلیک صربی: ФК Рад) یک باشگاه فوتبال حرفه‌ای است که در بلگراد صربستان واقع است. برای فصل ۲۲–۲۰۲۱، راد در لیگ ۱ صربستان رقابت می‌کند که سطح دوم از نظام لیگ کشوری است.
این باشگاه در سال ۱۹۵۸ تأسیس شد و ۳۰ فصل را در فاصله سال‌های ۱۹۸۷ تا ۲۰۲۱ در بالاترین سطح از فوتبال صربستان گذراند؛ ۵ فصل در لیگ ۱ یوگسلاوی، ۱۲ فصل در لیگ ۱ صربستان و مونته‌نگرو و ۱۳ فصل در سوپرلیگای صربستان.

## تاریخچه
این باشگاه در ۱۰ مارس ۱۹۵۸ توسط جی‌پی راد، یک شرکت ساخت و ساز محلی تأسیس شد. آنها حق امتیاز لیگ را از باشگاه فوتبال رازویتاک، یک باشگاه کوچک مستقر در بانیتسکا، به دست آوردند و تا اوایل دهه ۱۹۷۰ در لیگ‌های محلی بلگراد به رقابت پرداختند. راد در سال ۱۹۷۳ به لیگ دوم یوگسلاوی صعود کرد و ۱۴ فصل بعدی را در سطح دوم فوتبال یوگسلاوی گذراند. آنها همچنین به مرحله یک چهارم نهایی جام حذفی یوگسلاوی در فصل ۸۲–۱۹۸۱ رسیدند و نهایتاً به دینامو زاگرب باختند.
در فصل ۸۷–۱۹۸۶ از لیگ ۲ یوگسلاوی، راد در گروه شرق قهرمان شد و برای اولین بار در تاریخ به لیگ اول یوگسلاوی صعود کرد. آنها در اولین حضور خود در لیگ برتر در رده پانزدهم قرار گرفتند و تنها یک امتیاز از منطقه سقوط فاصله داشتند. پس از آن باشگاه در فصل ۸۹–۱۹۸۸ در جایگاه چهارم قرار گرفت و سهمیه جام یوفا را برای فصل ۹۰–۱۹۸۹ کسب کرد. اگرچه در دور اول و پس از باخت ۳–۲ در مجموع به المپیاکوس، حذف شدند.
پس از فروپاشی یوگسلاوی، این باشگاه به رقابت در لیگ برتر ادامه داد و در فصل ۹۳–۱۹۹۲ از لیگ ۱ یوگسلاوی، پنجم شدند. همچنین در سه فصل متوالی از سال ۱۹۹۸ تا ۲۰۰۰ در جمع پنج تیم برتر قرار گرفتند. با آغاز هزاره جدید، باشگاه رو به افول گذاشت و در انتهای فصل ۰۳–۲۰۰۲، طعم سقوط را چشید. در آخرین دوره از لیگ برتر صربستان و مونته‌نگرو در فصل ۰۶–۲۰۰۵، راد به این دسته بازگشت، اما بلافاصله سقوط کرد.
پس از گذراندن دو فصل در لیگ اول صربستان، راد در ۰۸–۲۰۰۷ در جایگاه چهارم قرار گرفت و توانست از طریق پلی‌آف به سوپرلیگای صربستان صعود کند. در فصل ۱۱–۲۰۱۰ چهارم شدند که جواز حضورشان برای لیگ اروپا ۱۲–۲۰۱۱ و بازگشتشان به فوتبال اروپا پس از ۲۲ سال بود. پس از گذراندن ۱۳ فصل متوالی در لیگ برتر، این باشگاه در سال ۲۰۲۱، به سطح ۲ فوتبال صربستان سقوط کرد.

## عملکرد فصل به فصل
| فصل                              | لیگ                              | لیگ                              | لیگ                              | لیگ                              | لیگ                              | لیگ                              | لیگ                              | لیگ                              | لیگ                              | جام                              | اروپایی                          |
| فصل                              | دسته                             | بازی                             | پ.                               | ت.                               | ش.                               | گ.ز.                             | گ.خ.                             | امتیاز                           | رتبه                             | جام                              | اروپایی                          |
| جمهوری فدرال سوسیالیستی یوگسلاوی | جمهوری فدرال سوسیالیستی یوگسلاوی | جمهوری فدرال سوسیالیستی یوگسلاوی | جمهوری فدرال سوسیالیستی یوگسلاوی | جمهوری فدرال سوسیالیستی یوگسلاوی | جمهوری فدرال سوسیالیستی یوگسلاوی | جمهوری فدرال سوسیالیستی یوگسلاوی | جمهوری فدرال سوسیالیستی یوگسلاوی | جمهوری فدرال سوسیالیستی یوگسلاوی | جمهوری فدرال سوسیالیستی یوگسلاوی | جمهوری فدرال سوسیالیستی یوگسلاوی | جمهوری فدرال سوسیالیستی یوگسلاوی |
| -------------------------------- | -------------------------------- | -------------------------------- | -------------------------------- | -------------------------------- | -------------------------------- | -------------------------------- | -------------------------------- | -------------------------------- | -------------------------------- | -------------------------------- | -------------------------------- |
| ۷۴–۱۹۷۳                          | شرق–۲                            | ۳۴                               | ۱۱                               | ۱۰                               | ۱۳                               | ۳۳                               | ۴۰                               | ۳۲                               | ۱۴ام                             | —                                | —                                |
| ۷۵–۱۹۷۴                          | شرق–۲                            | ۳۴                               | ۱۲                               | ۱۲                               | ۱۰                               | ۶۴                               | ۴۲                               | ۳۶                               | ۶ام                              | —                                | —                                |
| ۷۶–۱۹۷۵                          | شرق–۲                            | ۳۴                               | ۱۶                               | ۱۱                               | ۷                                | ۴۸                               | ۳۴                               | ۴۳                               | دوم                              | —                                | —                                |
| ۷۷–۱۹۷۶                          | شرق–۲                            | ۳۴                               | ۱۴                               | ۸                                | ۱۲                               | ۴۱                               | ۲۹                               | ۳۶                               | ۷ام                              | مرحله ۱/۸                        | —                                |
| ۷۸–۱۹۷۷                          | شرق–۲                            | ۳۴                               | ۱۱                               | ۱۱                               | ۱۲                               | ۳۴                               | ۳۶                               | ۳۳                               | ۱۱ام                             | —                                | —                                |
| ۷۹–۱۹۷۸                          | شرق–۲                            | ۳۰                               | ۷                                | ۱۴                               | ۹                                | ۲۶                               | ۲۹                               | ۲۸                               | ۱۰ام                             | —                                | —                                |
| ۸۰–۱۹۷۹                          | شرق–۲                            | ۳۰                               | ۱۲                               | ۷                                | ۱۱                               | ۴۱                               | ۴۰                               | ۳۱                               | ۹ام                              | مرحله ۱/۱۶                       | —                                |
| ۸۱–۱۹۸۰                          | شرق–۲                            | ۳۰                               | ۱۲                               | ۹                                | ۹                                | ۲۷                               | ۲۱                               | ۳۳                               | ۳ام                              | —                                | —                                |
| ۸۲–۱۹۸۱                          | شرق–۲                            | ۳۰                               | ۱۱                               | ۹                                | ۱۰                               | ۳۷                               | ۳۲                               | ۳۱                               | ۷ام                              | ۱/۴ نهایی                        | —                                |
| ۸۳–۱۹۸۲                          | شرق–۲                            | ۳۴                               | ۱۵                               | ۵                                | ۱۴                               | ۵۲                               | ۴۶                               | ۳۵                               | ۷ام                              | —                                | —                                |
| ۸۴–۱۹۸۳                          | شرق–۲                            | ۳۴                               | ۱۰                               | ۱۱                               | ۱۳                               | ۳۲                               | ۳۸                               | ۳۱                               | ۱۳ام                             | —                                | —                                |
| ۸۵–۱۹۸۴                          | شرق–۲                            | ۳۴                               | ۱۳                               | ۹                                | ۱۲                               | ۳۴                               | ۳۳                               | ۳۵                               | ۵ام                              | مرحله ۱/۱۶                       | —                                |
| ۸۶–۱۹۸۵                          | شرق–۲                            | ۳۴                               | ۱۹                               | ۱۳                               | ۲                                | ۵۳                               | ۲۰                               | ۵۱                               | دوم                              | مرحله ۱/۸                        | —                                |
| ۸۷–۱۹۸۶                          | شرق–۲                            | ۳۴                               | ۲۰                               | ۹                                | ۵                                | ۵۴                               | ۱۵                               | ۴۹                               | اول                              | —                                | —                                |
| ۸۸–۱۹۸۷                          | ۱                                | ۳۴                               | ۱۱                               | ۸                                | ۱۵                               | ۴۴                               | ۵۶                               | ۳۰                               | ۱۵ام                             | —                                | —                                |
| ۸۹–۱۹۸۸                          | ۱                                | ۳۴                               | ۱۳                               | ۱۱                               | ۱۰                               | ۴۶                               | ۳۸                               | ۳۵                               | ۴ام                              | مرحله ۱/۱۶                       | جام اینترتوتو – م. گروهی         |
| ۹۰–۱۹۸۹                          | ۱                                | ۳۴                               | ۱۶                               | ۶                                | ۱۲                               | ۴۱                               | ۳۱                               | ۳۶                               | ۵ام                              | مرحله ۱/۸                        | جام یوفا – دور اول               |
| ۹۱–۱۹۹۰                          | ۱                                | ۳۶                               | ۱۴                               | ۷                                | ۱۵                               | ۴۲                               | ۳۴                               | ۳۲                               | ۸ام                              | مرحله ۱/۱۶                       | —                                |
| ۹۲–۱۹۹۱                          | ۱                                | ۳۳                               | ۱۴                               | ۳                                | ۱۶                               | ۴۸                               | ۴۳                               | ۲۹                               | ۷ام                              | ۱/۴ نهایی                        | —                                |
| صربستان و مونته‌نگرو              |                                  |                                  |                                  |                                  |                                  |                                  |                                  |                                  |                                  |                                  |                                  |
| ۹۳–۱۹۹۲                          | ۱                                | ۳۶                               | ۱۳                               | ۱۳                               | ۱۰                               | ۴۷                               | ۳۵                               | ۳۹                               | ۵ام                              | مرحله ۱/۱۶                       | —                                |
| ۹۴–۱۹۹۳                          | ۱ – I/A                          | ۱۸                               | ۷                                | ۳                                | ۸                                | ۱۶                               | ۱۹                               | ۱۷                               | ۷ام                              | مرحله ۱/۸                        | —                                |
| ۹۴–۱۹۹۳                          | ۱ – I/B                          | ۱۸                               | ۹                                | ۷                                | ۲                                | ۲۸                               | ۱۰                               | ۲۵                               | اول                              | مرحله ۱/۸                        | —                                |
| ۹۵–۱۹۹۴                          | ۱ – I/A                          | ۱۸                               | ۶                                | ۷                                | ۵                                | ۱۶                               | ۱۶                               | ۱۹                               | ۴ام                              | مرحله ۱/۸                        | —                                |
| ۹۵–۱۹۹۴                          | ۱ – I/A                          | ۱۸                               | ۴                                | ۶                                | ۸                                | ۲۲                               | ۳۸                               | ۲۲                               | ۷ام                              | مرحله ۱/۸                        | —                                |
| ۹۶–۱۹۹۵                          | ۱ – I/B                          | ۱۸                               | ۹                                | ۵                                | ۴                                | ۳۲                               | ۱۲                               | ۳۲                               | دوم                              | ۱/۴ نهایی                        | —                                |
| ۹۶–۱۹۹۵                          | ۱ – I/A                          | ۱۸                               | ۵                                | ۵                                | ۸                                | ۲۱                               | ۲۳                               | ۲۸                               | ۷ام                              | ۱/۴ نهایی                        | —                                |
| ۹۷–۱۹۹۶                          | ۱ – I/A                          | ۳۳                               | ۱۰                               | ۱۰                               | ۱۳                               | ۳۳                               | ۳۸                               | ۴۰                               | ۹ام                              | ۱/۴ نهایی                        | —                                |
| ۹۸–۱۹۹۷                          | ۱ – I/A                          | ۳۳                               | ۱۲                               | ۶                                | ۱۵                               | ۳۵                               | ۳۹                               | ۴۲                               | ۵ام                              | مرحله ۱/۸                        | —                                |
| ۹۹–۱۹۹۸                          | ۱                                | ۲۴                               | ۱۱                               | ۷                                | ۶                                | ۲۶                               | ۲۶                               | ۴۰                               | ۵ام                              | ۱/۴ نهایی                        | —                                |
| ۲۰۰۰–۱۹۹۹                        | ۱                                | ۴۰                               | ۱۷                               | ۹                                | ۱۴                               | ۵۶                               | ۴۶                               | ۶۰                               | ۴ام                              | مرحله ۱/۱۶                       | —                                |
| ۰۱–۲۰۰۰                          | ۱                                | ۳۴                               | ۱۲                               | ۵                                | ۱۷                               | ۴۹                               | ۵۸                               | ۴۱                               | ۱۴ام                             | مرحله ۱/۱۶                       | —                                |
| ۰۲–۲۰۰۱                          | ۱                                | ۳۴                               | ۱۳                               | ۷                                | ۱۴                               | ۴۵                               | ۴۱                               | ۴۶                               | ۱۰ام                             | مرحله ۱/۸                        | —                                |
| ۰۳–۲۰۰۲                          | ۱                                | ۳۴                               | ۱۱                               | ۱۰                               | ۱۳                               | ۳۹                               | ۴۳                               | ۴۳                               | ۱۳ام                             | مرحله ۱/۱۶                       | —                                |
| ۰۴–۲۰۰۳                          | ۲–شمال                           | ۳۶                               | ۲۲                               | ۹                                | ۵                                | ۶۲                               | ۲۸                               | ۷۵                               | دوم                              | مرحله ۱/۸                        | —                                |
| ۰۵–۲۰۰۴                          | ۲–صربستان                        | ۳۸                               | ۲۱                               | ۸                                | ۹                                | ۶۴                               | ۳۰                               | ۷۱                               | ۳ام                              | نیمه‌نهایی                        | —                                |
| ۰۶–۲۰۰۵                          | ۱                                | ۳۰                               | ۹                                | ۴                                | ۱۷                               | ۲۷                               | ۳۵                               | ۳۱                               | ۱۳ام                             | مرحله ۱/۱۶                       | —                                |
| صربستان                          |                                  |                                  |                                  |                                  |                                  |                                  |                                  |                                  |                                  |                                  |                                  |
| ۰۷–۲۰۰۶                          | ۲                                | ۳۸                               | ۱۸                               | ۸                                | ۱۲                               | ۵۳                               | ۳۴                               | ۶۲                               | ۵ام                              | مرحله ۱/۱۶                       | —                                |
| ۰۸–۲۰۰۷                          | ۲                                | ۳۴                               | ۱۶                               | ۹                                | ۹                                | ۵۰                               | ۳۴                               | ۵۷                               | ۴ام                              | مرحله ۱/۱۶                       | —                                |
| ۰۹–۲۰۰۸                          | ۱                                | ۳۳                               | ۷                                | ۱۵                               | ۱۱                               | ۲۷                               | ۳۵                               | ۳۶                               | ۸ام                              | مرحله ۱/۸                        | —                                |
| ۱۰–۲۰۰۹                          | ۱                                | ۳۰                               | ۱۰                               | ۷                                | ۱۳                               | ۳۸                               | ۳۹                               | ۳۷                               | ۸ام                              | مرحله ۱/۱۶                       | —                                |
| ۱۱–۲۰۱۰                          | ۱                                | ۳۰                               | ۱۴                               | ۱۰                               | ۶                                | ۳۸                               | ۲۱                               | ۵۲                               | ۴ام                              | مرحله ۱/۸                        | —                                |
| ۱۲–۲۰۱۱                          | ۱                                | ۳۰                               | ۱۰                               | ۷                                | ۱۳                               | ۳۳                               | ۳۱                               | ۳۷                               | ۱۰ام                             | مرحله ۱/۱۶                       | لیگ اروپا – دور اول مقدماتی      |
| ۱۳–۲۰۱۲                          | ۱                                | ۳۰                               | ۱۲                               | ۸                                | ۱۰                               | ۳۲                               | ۳۰                               | ۴۴                               | ۷ام                              | ۱/۴ نهایی                        | —                                |
| ۱۴–۲۰۱۳                          | ۱                                | ۳۰                               | ۸                                | ۵                                | ۱۷                               | ۱۹                               | ۳۷                               | ۲۹                               | ۱۴ام                             | مرحله ۱/۱۶                       | —                                |
| ۱۵–۲۰۱۴                          | ۱                                | ۳۰                               | ۱۳                               | ۴                                | ۱۳                               | ۳۳                               | ۳۸                               | ۴۳                               | ۶ام                              | ۱/۴ نهایی                        | —                                |
| ۱۶–۲۰۱۵                          | ۱                                | ۳۷                               | ۹                                | ۱۳                               | ۱۵                               | ۴۰                               | ۴۷                               | ۲۷                               | ۱۲ام                             | مرحله ۱/۱۶                       | —                                |
| ۱۷–۲۰۱۶                          | ۱                                | ۳۷                               | ۱۱                               | ۹                                | ۱۷                               | ۲۹                               | ۴۵                               | ۲۵                               | ۱۱ام                             | مرحله ۱/۸                        | —                                |
| ۱۸–۲۰۱۷                          | ۱                                | ۳۷                               | ۱۰                               | ۶                                | ۲۱                               | ۴۰                               | ۶۴                               | ۲۶                               | ۱۳ام                             | مرحله ۱/۱۶                       | —                                |
| ۱۹–۲۰۱۸                          | ۱                                | ۳۷                               | ۷                                | ۱۲                               | ۱۸                               | ۲۲                               | ۴۴                               | ۲۳                               | ۱۳ام                             | مرحله ۱/۱۶                       | —                                |
| ۲۰–۲۰۱۹                          | ۱                                | ۳۰                               | ۴                                | ۳                                | ۲۳                               | ۲۳                               | ۶۳                               | ۱۵                               | ۱۵ام                             | مرحله ۱/۱۶                       | —                                |
| ۲۱–۲۰۲۰                          | ۱                                | ۳۸                               | ۱۴                               | ۶                                | ۱۸                               | ۴۴                               | ۵۷                               | ۴۸                               | ۱۵ام                             | مرحله ۱/۸                        | —                                |

## عملکرد اروپایی
(خ=خانه؛ م=مهمان)
| فصل     | رقابت     | دور             | رقیب          | نتیجه            | مجموع |
| ------- | --------- | --------------- | ------------- | ---------------- | ----- |
| ۹۰–۱۹۸۹ | جام یوفا  | دور اول         | المپیاکوس     | ۲–۱ (خ)، ۰–۲ (م) | ۲–۳   |
| ۱۲–۲۰۱۱ | لیگ اروپا | دور اول مقدماتی | تره پنه       | ۶–۰ (خ)، ۳–۱ (م) | ۹–۱   |
| ۱۲–۲۰۱۱ | لیگ اروپا | دور دوم مقدماتی | المپیاکوس ولس | ۰–۱ (خ)، ۱–۱ (م) | ۱–۲   |

## افتخارات
| افتخارات               | افتخارات                | افتخارات    |
| رقابت                  | قهرمانی                 | نائب‌قهرمانی |
| ---------------------- | ----------------------- | ----------- |
| لیگ ۲ یوگسلاوی (سطح ۲) | (۱):۸۷–۱۹۸۶ (گروه شرقی) | ---         |

## هواداران
گروه اصلی هواداران باشگاه راد که معروف هستند به یونایتد فورس، در سال ۱۹۸۷ شکل گرفت. این دسته از هواداران به دلیل سبقهٔ طولانی مدتشان در آشوب‌ها، با هولیگانیسم پیوند خورده‌اند. هواداران راد با چندین باشگاه رقابت دارند، از جمله رقابت محلی با باشگاه فوتبال بلگراد و وژدوواتس و رقابت در سطح کشوری با نووی پازار.

## بازیکنان
تا تاریخ ۱۶ ژانویه ۲۰۲۲
| شماره |           | پست       | بازیکن              |
| ----- | --------- | --------- | ------------------- |
| ۱     | صربستان   | دروازه‌بان | نیکولا جورکوویچ     |
| ۲     | صربستان   | مدافع     | دوشان استویچ        |
| ۳     | کره جنوبی | هافبک     | لی جونگ-چان         |
| ۴     | صربستان   | مدافع     | نیکولا جوریچ        |
| ۵     | صربستان   | مدافع     | میلوش تانوویچ       |
| ۶     | صربستان   | مدافع     | لوکا یلیچیچ         |
| ۷     | صربستان   | هافبک     | ایگور ووچیچویچ      |
| ۸     | صربستان   | هافبک     | استفان میلوساولیویچ |
| ۹     | صربستان   | مهاجم     | واسیلی دلیباشیچ     |
| ۱۰    | صربستان   | هافبک     | لوکا گویکوویچ       |
| ۱۱    | صربستان   | مدافع     | دراشکو جورجویچ      |
| ۱۲    | کانادا    | دروازه‌بان | یوان لوچیچ          |
| ۱۴    | صربستان   | هافبک     | الکساندر دلیانین    |
| ۱۵    | صربستان   | مدافع     | دوشان لالاتوویچ     |
| ۱۶    | صربستان   | هافبک     | الکسا مرجا          |
| ۱۷    | صربستان   | مدافع     | میلوش میلیچکوویچ    |
| ۱۸    | صربستان   | هافبک     | نیکولا گروبیشیچ     |
| ۱۹    | صربستان   | مدافع     | فیلیپ یزدوویچ       |

| شماره |         | پست       | بازیکن                                     |
| ----- | ------- | --------- | ------------------------------------------ |
| ۲۰    | صربستان | مدافع     | ووکاشین جورجویچ                            |
| ۲۱    | صربستان | هافبک     | ماتیا استویکوویچ                           |
| ۲۲    | صربستان | هافبک     | جورجه میتیچ                                |
| ۲۳    | صربستان | هافبک     | مارکو بلاژیچ ()                            |
| ۲۴    | صربستان | مهاجم     | بوگدان ماندیچ                              |
| ۲۵    | صربستان | هافبک     | بویان بوییچ                                |
| ۲۶    | صربستان | مدافع     | میلوش رادیوویویچ                           |
| ۲۷    | صربستان | مهاجم     | نیکولا نوویچ                               |
| ۲۸    | صربستان | مدافع     | ماتیا گاشیچ                                |
| ۲۹    | صربستان | هافبک     | دینو شاراتس                                |
| ۳۰    | صربستان | مهاجم     | استفان استویانوویچ                         |
| ۳۳    | صربستان | مدافع     | استانیسلاو زلیاییچ                         |
| ۵۱    | صربستان | دروازه‌بان | جورجه ووکانیچ                              |
| ۷۰    | صربستان | مهاجم     | اسلاویشا استویانوویچ                       |
| ۷۷    | صربستان | دروازه‌بان | نیکولا پیوویچ                              |
| ۸۰    | صربستان | مدافع     | مارکو استانویویچ                           |
| ۹۹    | صربستان | هافبک     | دنیلو باتسانوویچ (قرضی از پرولتر نووی ساد) |

## یادداشت
1. ↑  فصل با توجه به بمباران یوگسلاوی توسط ناتو، کوتاه به پایان رسید.
2. ↑  فصل به دلیل شیوع کووید ۱۹ در صربستان، کوتاه برگزار شد.

## واژه‌نامه
1. ↑  Građevinari (The Builders)
2. ↑  GP Rad
3. ↑  FK Razvitak
4. ↑  United Force
5. ↑  OFK Beograd
6. ↑  FK Voždovac
7. ↑  FK Novi Pazar